# Ламбруго
Ламбру̀го (на италиански: Lambrugo; на ломбардски: Lambrügh, Ламбрюг) е село и община в Северна Италия, провинция Комо, регион Ломбардия. Разположено е на 290 m надморска височина. Населението на общината е 2519 души (към 2017 г.).